# Менезеш, Фернан Телеш де
Ферна́н Те́леш де Мене́зеш (порт. Fernão Teles de Meneses; 1530, Сантарен — 26 ноября 1605) — португальский военачальник, представитель знатного и высокопоставленного рода де Менезеш (Менезешей), 30-й губернатор Португальской Индии (1581—1581).

## Краткая биография
Был сыном главного алкайда Моуры Браша Телеша де Менезеша (Brás Telles de Menezes). Отбыл на службу в Индию в 1566 году. В 1568 году был назначен капитаном небольшой галеры (порт. fusta) для участия в экспедиции под командованием вице-короля Антана де Нороньи. Два года спустя был откомандирован вице-королём Луишем де Атаи́де, графом де Атоугия для снятия блокады крепости Чаул.
После смерти Луиша де Атаи́де, графа де Атоугия, в марте 1581 года (ошибочно датируемой в некоторых источниках 10 марта 1580 года) Фернан Телеш де Менезеш сменил его на ответственном посту, став 30-м и последним губернатором Португальской Индии, назначенным португальской короной из Лиссабона до испанского владычества, то есть регентским советом после смерти Энрике. В отличие от своего предшественника, намеревавшегося с оружием в руках отстаивать права португальцев на королевство, Менезеш признал справедливой и законной передачу власти Филиппу II Испанскому, ставшему также королём Филиппом I Португальским. Губернатор Индии управлял огромными португальскими владениями на Востоке 6 месяцев, стал четвёртым представителем славного рода де Менезеш (Менезешей) на данном ответственном посту и передал свои полномочия Франсишку де Машкареняшу, 14-му вице-королю Португальской Индии, но первому назначенному Филиппом I Португальским вице-королю. Передача власти состоялась в сентябре 1581 года.
После возвращения из Индии был назначен генерал-губернатором королевства Алгарве, затем занимал ряд других ответственных должностей: командующего консульской армадой, государственного советника, председателя совета Индии, главой Верховного трибунала королевства Португалия (порт. Casa da Suplicação), и прочих. Менезеш был тесно связан с иезуитами. В Индии выделял средства для поддержания их миссионерской деятельности.
Умер в Лиссабоне 26 ноября 1605 года, не оставив наследников.